# Pentominium
Pentominium – wieżowiec budowany w Dubaju w Zjednoczonych Emiratach Arabskich. Planowana wysokość budynku ma wynosić 516 m (całkowita 618 m) i posiadać 120 kondygnacji. Budowę rozpoczęto w lipcu 2009 roku. Ukończenie budowy planowane było w 2013 roku, lecz z powodów finansowych budowę przerwano w 2011 r.

## Porównanie
Wybrane drapacze chmur (na czerwono zaznaczono wieżowce w budowie)